# Ondřej Kúdela

Ondřej Kúdela (* 26. března 1987 Uherské Hradiště) je český profesionální fotbalista, který hraje na pozici středního obránce za český klub FK Viktoria Žižkov a bývalí reprezentant českého národního týmu. Na klubové úrovni působil mimo ČR v Kazachstánu a Indonésii.

## Klubová kariéra
Kúdela je odchovancem klubu 1. FC Slovácko, v A-týmu se představil v roce 2005. V létě 2007 přestoupil do pražské Sparty, ale pro podzimní část sezóny 2007/08 odešel hostovat do SK Kladno. V roce 2009 přestoupil ze Sparty do FK Mladá Boleslav.
V sezóně 2012/13 se probojoval s Mladou Boleslaví do finále českého fotbalového poháru proti Jablonci. Zápas dospěl po remíze 2:2 do penaltového rozstřelu, který mladoboleslavští prohráli poměrem 4:5.
V červnu 2014 odešel z Mladé Boleslavi na půlroční hostování do kazašského klubu Ordabasy Šymkent.
23. ledna 2017 přestoupil z FK Mladá Boleslav do severočeského FC Slovan Liberec, kde podepsal smlouvu na 2,5 roku. V lednu 2018 ale odešel do klubu SK Slavia Praha. Stál o něj trenér Jindřich Trpišovský, který jej vedl v Liberci.
Se Slavií následně získal tři ligové tituly, domácí pohár i superpohár a zahrál si Evropskou ligu UEFA, Konferenční ligu UEFA i Ligu mistrů UEFA a stal se i kapitánem.
V sezoně 2021/22 se v zápase s Karvinou (remíza 3:3) zranil. Podle trenéra Jindřicha Trpišovského byla šance 50 na 50, že si zahraje 300. derby proti Spartě, ale nakonec se na hřiště dostal až 7. dubna v zápase proti Feyenoordu (remíza 3:3).
Dne 8. června bylo oznámeno jeho ukončení angažmá ve Slavii. Slavia se s ním rozloučila videem #DíkyKudy a zároveň ho nazvala legendou. Ve Slavii odehrál dohromady 140 utkání, připsal si 14 golů, vyhrál sedm trofejí (třikrát ligu, třikrát pohár a jeden superpohár).

## Reprezentační kariéra
Kúdela byl součástí mládežnických reprezentačních týmů ČR v kategoriích U17 až U21.
Byl členem českého týmu, který na Mistrovství světa hráčů do 20 let 2007 konaného v Kanadě získal stříbrné medaile, když ve finále podlehl Argentině 1:2. Ondřej se gólově prosadil v osmifinále proti Japonsku, kde snižoval v 74. minutě z pokutového kopu na 1:2. Češi následně vyrovnali a zápas dospěl do prodloužení, které rozhodnutí nepřineslo. V penaltovém rozstřelu svůj pokus proměnil, ČR jej zvládla poměrem 4:3 a postoupila do čtvrtfinále proti Španělsku.
V letech 2007–2008 odehrál celkem 12 zápasů za český národní tým do 21 let, gól nevstřelil.
V seniorské reprezentaci debutoval 26. března 2019 v přípravném zápase v pražském Edenu proti Brazílii.
V březnu 2021 byl nominován na utkání zahajující kvalifikaci na MS 2022 a s Ondřejem Čelůstkou tvořil stoperskou dvojici v základní sestavě. Kvůli obavám o jeho bezpečnost v souvislosti s potyčkou s Glenem Kamarou z utkání Evropské ligy proti Rangers se ho Slavie rozhodla neposlat na třetí kvalifikační zápas proti Walesu. Kúdela však i po utkání s Belgií s týmem nadále trénoval. Nakonec do Walesu odcestoval a nastoupil v základu. V závěru ho pravděpodobně nejlepší hráč domácích, Gareth Bale, udeřil loktem do nosu a Kúdela musel střídat.
Reprezentační kouč Jaroslav Šilhavý pro něj nechával volné místo v nominaci na EURO v červnu 2021, Kúdela však neuspěl s odvoláním u komise UEFA. Kvůli trvajícímu desetizápasovému trestu za údajnou rasistickou urážku z březnového utkání Evropské ligy tak přišel o možnost startu na EURU. Volné místo po něm zaplnil Michal Sadílek.

### Reprezentační zápasy
Zápasy Ondřeje Kúdely v A-týmu české reprezentace
| 2019                | 3  | 0 |
| 2020                | 2  | 0 |
| 2021                | 3  | 0 |
| 2022                | 2  | 0 |
| Celkem              | 10 | 0 |
| Platí k 27. 9. 2022 |    |   |

## Kontroverze
V březnu 2021 byl obviněn, že se dopustil v osmifinále Evropské ligy UEFA proti skotskému týmu Rangers FC rasistické urážky na adresu finského hráče Glena Kamary. Kúdela se hádal s hráčem Rangers, Kamara situaci okomentoval takto: „Když jsem se pokusil zasáhnout, řekl mi: „Za vteřinku jsem u tebe, kámo“. Pak ke mně přišel, zakryl si ústa, naklonil se k mému uchu a pronesl: „You are fuc...g monkey, you know you are“.“ Kúdela kategoricky obvinění odmítl, o incidentu prohlásil: „Řekl jsem mu „You‘re fu**ing guy“. Bylo to řečeno v emocích po dvou červených kartách a řadě brutálních zákroků soupeře, ale naprosto odmítám rasismus.“ Později po zápase byl v tunelu stadionu napaden hráčem Rangers FC Kamarou za přítomnosti delegátů UEFA i trénera Rangers FC Stevena Gerrarda. Slavia podala na Kamaru ohledně tohoto incidentu prostřednictvím velvyslanectví ČR ve Velké Británii trestní oznámení. Když poté Kúdela 30. března 2021 nastoupil v reprezentačním zápase proti reprezentací Walesu, byl zraněn zásahem lokte do hlavy od kapitána soupeře Garetha Balea, což komentátor stanice Sky Sports bezprostředně okomentoval slovy "většina fotbalového prostředí se nebude zlobit, když uvidí loket v jeho obličeji". Zároveň v tomtéž zápase televizní produkce uvedla trenéra Jaroslava Šilhavého v grafice jako Franca Šilhavého, což Dominik Reiniš z Lidových novin považoval za úmyslný odkaz na španělského diktátora Francisca Franca.
V dubnu 2021 mu za incident s Kamarou disciplinární komise UEFA preventivně pozastavila činnost v Evropské lize na jedno utkání, musel tedy vynechat následné čtvrtfinálové střetnutí s Arsenalem. Kúdela by ale na zápas stejně pravděpodobně neodletěl, protože přijel z reprezentačního srazu s poraněným nosem, kvůli čemuž měl vysoké teploty a musel brát antibiotika. Kvůli covidu Simona Deliho a nezapsání Tarase Kačaraby na soupisku pro tuto soutěž byl jediným tradičním stoperem připraveným na zápas David Zima. Nakonec se do obrany posunul Tomáš Holeš, který v závěru utkání zařídil svým gólem remízu 1:1. Dne 14. dubna 2021 mu UEFA vyměřila trest na deset zápasů (klubových v evropských pohárech i reprezentačních), dle pravidel na spodní hranici za rasismus. Jeden si již odpykal v úvodním čtvrtfinálovém střetnutí EL proti Arsenalu.